# Alvis-Straussler AC
De Alvis-Straussler AC3 is een Brits gevechtsvoertuig uit de Tweede Wereldoorlog. Het was voorzien van vierwielaandrijving en -besturing. Het voertuig was niet amfibisch.
Van de pantserwagen werden er 27 geproduceerd door Alvis-Straussler. Het prototype verscheen in 1936, en de overige voertuigen werden geproduceerd in 1937.
Het voertuig was ook in gebruik bij het Koninklijk Nederlandsch-Indisch Leger (KNIL) en werd ingezet tijdens de Japanse inval in Nederlands-Indië.

## Geschiedenis en ontwikkeling

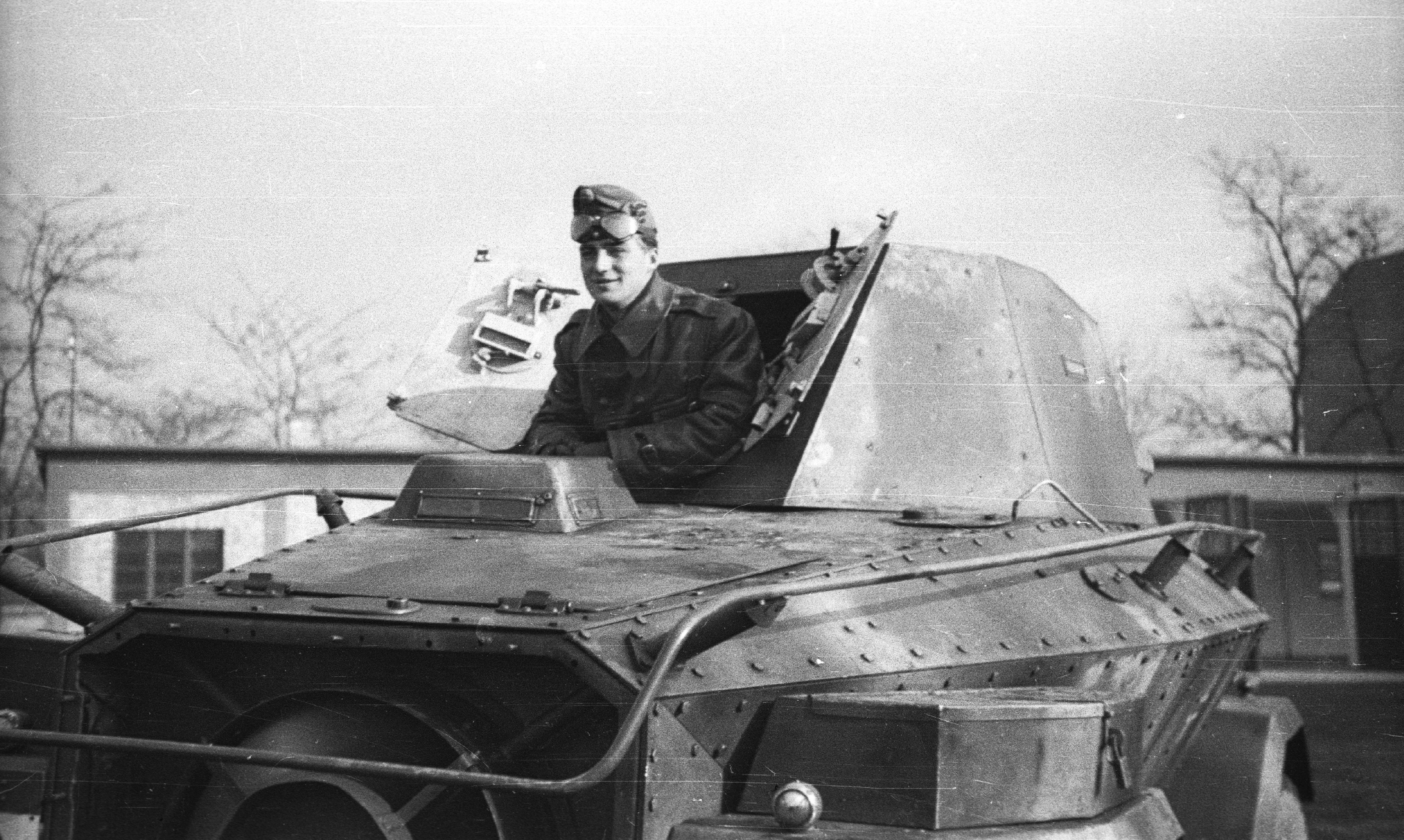
Straussler AC2

### Straussler
De Hongaarse automobielingenieur Nicholas Straussler had in 1932 een pantserwagen (AC1) ontworpen die in Boedapest door Weiss Manfréd Acél- és Fémművek ("Manfréd Weiss metaalwerken") was gebouwd. De AC1 had vierwielaandrijving en -besturing (er zat een hendel naast de bestuurder om te schakelen tussen vierwielaandrijving of voorwiel- of achterwielaandrijving. Het voertuig had onafhankelijke wielophanging op alle vier de wielen.

### Alvis-Straussler
Toen Hongarije zich kort daarna aansloot bij Nazi-Duitsland, emigreerde Straussler naar Engeland.:p7-19 Het bedrijf dat hij daar oprichtte, Straussler Mechanisations Ltd, had niet de middelen en capaciteit om het voertuig op grote schaal te bouwen, dus benaderde Straussler Alvis en een joint venture Alvis-Straussler Ltd, werd opgericht in juli 1936.:p7-19

### AC2
Het bedrijf produceerde twee nieuwe prototypes die afgeleid waren van de AC1. Deze werden Alvis Straussler AC2 genoemd. De radiateur was aangepast van een hoekig model met een gewone ventilator naar een rond model met een turbine koeler, en aan de achterzijde was een tweede bestuurderpositie aangebracht om beter gebruik te maken van de vierwielbesturing.

### AC3
De eerste AC3 werd in 1937 geleverd door Alvis-Straussler Ltd, was afgeleid van het AC2-prototype.:p7-19 Er werden zevenentwintig voertuigen gebouwd: 12 voor de Royal Air Force (RAF) in Aden en Palestina, 3 voor het Portugese leger en 12 voor het Koninklijk Nederlandsch-Indisch Leger (KNIL).

De Nederlandse en Portugese (AC3D) voertuigen verschillen van de RAF wagens (AC3A) doordat de zijkanten van de romp naar buiten overhellen terwijl die van de RAF verticaal zijn en doordat ze een boegmitrailleur links naast de bestuurder hebben die bij de RAF versie ontbreekt.

### Gerelateerde ontwerpen

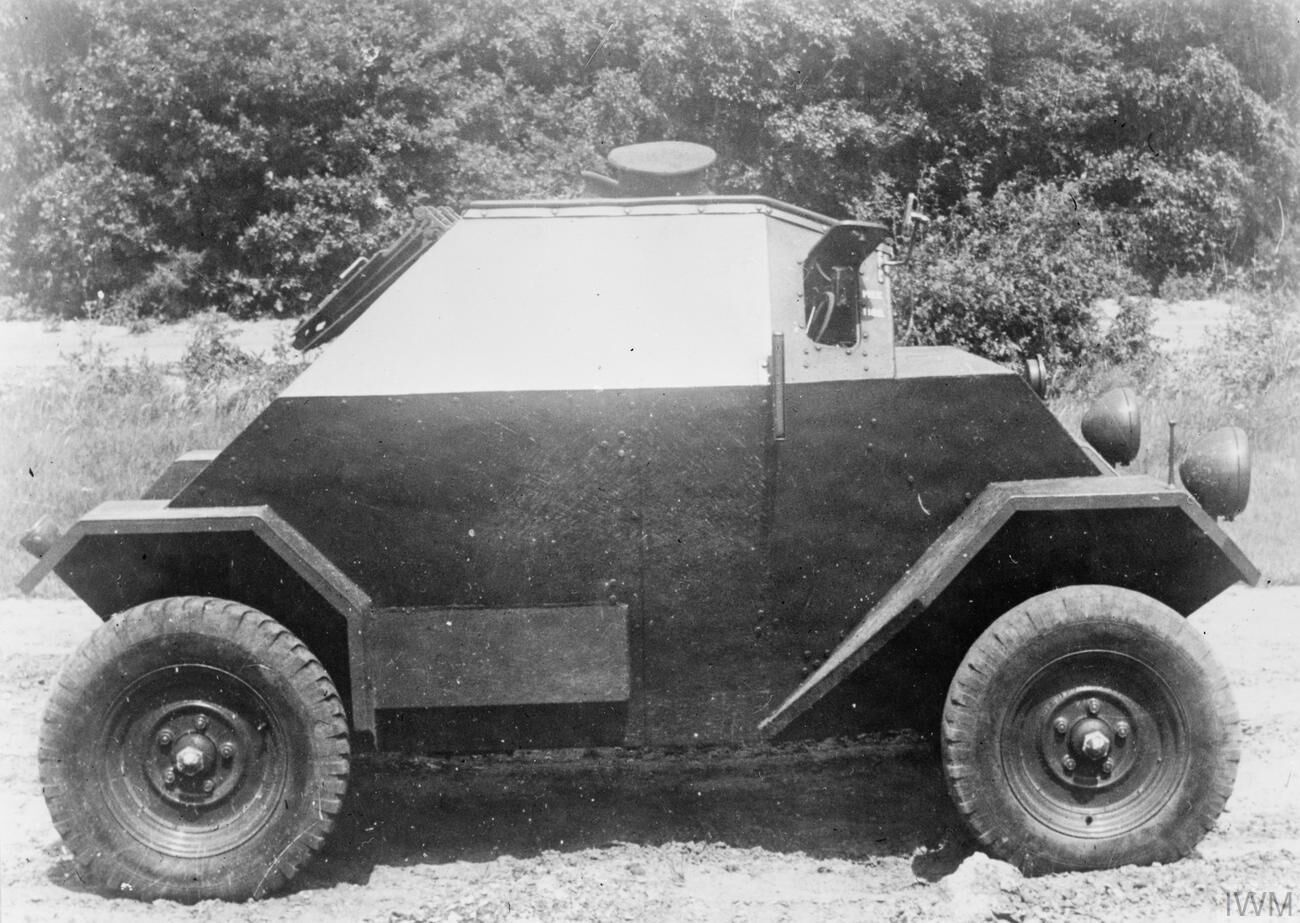
Alvis Dingo prototype

Manfréd Weiss metaalwerken in Boedapest produceerde tijdens de Tweede Wereldoorlog voertuigen van Strausslers ontwerp voor het Hongaarse leger. De bekendste was de 39M Csaba pantserwagen die was afgeleid van het AC2 prototype.

Straussler ontwierp verder nog enkele prototypes voor een lichte tank; de LMT V3 (1935) en V4 (1937) die door Manfréd Weiss in Boedapest werden gebouwd, en o.a. werden getest door het Britse leger.

Alvis Straussler bouwde in 1937 de lichte artillerietrekker Hefty 4x4 die o.a. door het Belgische leger werd getest.

In 1938 bood Alvis-Straussler een door Straussler ontworpen en door Manfréd Weiss in Boedapest gebouwd prototype aan van de LAC (light armoured car), een erg onconventioneel ontwerp, met twee Ford V8 3.6L motoren van 85pk, 1 om de rechterwielen aan te drijven, de andere om de linkerwielen aan te drijven, elk onafhankelijk van de ander, maar met een gemeenschappelijke versnellingshendel en gasklep; het voertuig zou ook op één motor kunnen rijden.

Alvis bouwde ook in 1938 de Alvis Dingo, een prototype voor een gepantserd licht verkenningswielvoertuig. Na beproevingen werd echter gekozen voor een concurrent: een ontwerp van BSA, maar de naam “Dingo” werd overgenomen voor de uiteindelijke versie: de Daimler Dingo (Daimler, een onderdeel van BSA, produceerde de voertuigen). Na de oorlog bouwde Alvis vele pantservoertuigen, zoals de Alvis Saladin en de Alvis Scorpion-familie.

## Nederland
In Nederland werd het voertuig aangeduid als Pantserauto Straussler A.C.III.
De bewapening werd later aangebracht en bestond uit:
- 1 × Browning M2 .50 (12.7 mm) machinegeweer in de toren
- 1 × watergekoelde Vickers M.18 (6,5mm versie) als boegmitrailleur links van de chauffeur

Een tweede Vickers werd los meegevoerd.
Elke pantserwagen werd bemand door een Europese wachtmeester en 3 Europese manschappen. Het eskadron werd geleid door een ritmeester. De voertuigcommandant zat in de toren en bediende het machinegeweer. De chauffeur zat voorin, met links naast hem de schutter van het lichte machinegeweer. Achterin zat de “achteruitrijchauffeur”, die tevens de tweede, losse, Vickers bediende. De voertuigen waren niet voorzien van een radio.

### Organisatie
De voertuigen werden ingedeeld in een nieuw opgericht Eskadron Pau (pau.: pantserauto), een cavalerie eenheid van het KNIL. Het bestond uit 4 pelotons met elk 3 pantservoertuigen, en beschikte daarnaast over een aantal andere voertuigen zoals vrachtwagens en motorfietsen.
Begin 1941 werden 3 bereden KNIL eskadrons, het pantserwageneskadron en een compagnie wielrijders gereorganiseerd tot vier gemotoriseerde eskadrons (het 1e t/m het 4e eskadron) met motorfietsen en jeeps. Elk eskadron bestond uit een commandogroep, 2 jeep-pelotons, een pantserwagenpeloton en een mitrailleurpeloton. De jeep-pelotons waren uitgerust met 11
Ford GP jeeps en motorfietsen. Het pantserwagenpeloton beschikte over 1 M3A1 White Scout Car en 3 AC3D Alvis Strausslers. en het mitrailleurpeloton had and 4 M3A1’s met elk een 12,7mm mitrailleur (had 6 M3A1’s moeten zijn, maar er waren niet voldoende) (het 6e Eskadron Cavalerie KNIL werd gemotoriseerd met ‘Overvalwagen’ pantserauto’s en was verspreid over diverse vliegvelden op Oost-Java en het Eskadron “Lijfwacht” Cavalerie KNIL kreeg alleen M3A1’s. Het 5e Eskadron Cavalerie KNIL bleef bereden.)

### Operationele inzet
Het 1e Eskadron Cavalerie KNIL (1 Esk) maakte deel uit van een grotere strijdmacht waaronder het 2e KNIL Infanterie Regiment (met 3 bataljons) en gemotoriseerde artillerie-eenheden. 1 Esk trad op als speerpunt van de aanval om het belangrijke vliegveld van Kalidjati te heroveren. De aanval startte op 3 maart en het 1e peloton (het is niet duidelijk of het AC3D’s of M3A1’s had) bereikte het vliegveld. De andere eenheden en de rest van 1 Esk konden niet volgden omdat ze werden opgehouden door luchtaanvallen. Een deel van de infanterie raakte in paniek en verschillende voertuigen werden vernietigd of beschadigd, zodat de aanval werd gestopt en de eenheid viel terug op Sadang. Op 4 maart ging 1 Esk samen met de overgebleven eenheden naar Bandoeng. Het personeelsverlies was licht, maar bijna alle voertuigen werden vernietigd of in de steek gelaten

2 Esk werd op 1 maart naar de landing op Eretan Wetan gestuurd. Er werd een kort contact gelegd, maar 2 Esk moest terugtrekken omdat de Japanners te sterk waren. De volgende dag werd een nieuwe aanval opgezet met hetzelfde resultaat omdat het ondersteunende infanteriebataljon niet op tijd bij 2 Esk aan kon sluiten. 2 Esk trok zich opnieuw terug. Op 3 maart viel het infanteriebataljon aan terwijl 2 Esk wachtte om de Japanse posities van achteren aan te vallen. Dit kon echter niet worden uitgevoerd omdat de Japanners te sterk waren en een totaal luchtoverwicht hadden. Op 6 maart betrok 2 Esk met alle overgebleven Nederlandse troepen uit West- en Midden-Java een verdedigende opstelling voor Bandoeng in afwachting van het laatste gevecht. Door de capitulatie op 9 maart kwam dit gevecht er niet. De verliezen van 2 Esk zijn onbekend.

3 Esk (met 3 AC3D) voerde van 1 t/m 9 maart 1942 een reeks van vertragende acties uit van Kragan in zuidoostelijke richting tot Malang. Het was de eerste eenheid die de Japanners op 1 maart 1942 bij hun landing in Kragan op Oost-Java ontmoette. Bij de vertragende acties werden meestal bruggen verwoest. 3 Esk-verloor tijdens de gevechten 6 man, 6 jeeps en 2 pantserwagens (welk type is niet bekend).

4 Esk en LW Esk (het Lijfwacht Eskadron dat geen Alvis-Strausslers had) voerden samen van 1 t/m 9 maart 1942 een reeks van vertragende acties uit van Kragan in zuidwestelijke richting via Soerakarta en Tjilatjap tot Banjar. Verliezen zijn onbekend.

### Na de oorlog
Volgens Japanse bronnen werden er door de Japanners 9 AC3D’s buitgemaakt na de gevechten, waarvan er 6 nog bruikbaar waren. Er zijn geen aanwijzingen dat ze zoals bv een aantal VCL M1936 lichte tank en Marmon-Herrington pantserwagens na de bevrijding door de Indonesische Nationalisten gebruikt zijn.